# Coupe du monde de football juniors 1981
Navigation
Japon 1979 Mexique 1983
La Coupe du monde de football des moins de 20 ans 1981 est la 3e édition de la Coupe du monde de football des moins de 20 ans. Elle est organisée par l'Australie du 3 au 18 octobre 1981, ce qui permet à une équipe d'Océanie de participer pour la première fois à la compétition. Seize équipes des différentes confédérations prennent part à la compétition, qualifiées par le biais des championnats organisés au niveau continental. Seuls les joueurs nés après le 1er janvier 1961 peuvent prendre part à la compétition.
L'Allemagne de l'Ouest remporte le trophée en battant facilement en finale l'équipe surprise du tournoi, le Qatar sur le score de 4 à 0. Les Qatariens ont réussi un parcours exceptionnel en terminant deuxièmes de leur poule, devant la Pologne et les États-Unis, mais surtout en sortant le Brésil en quarts de finale et l'Angleterre en demi-finale. L'autre équipe surprise de la compétition est la Roumanie, qui termine à la troisième place après une dernière belle victoire face à l'Angleterre.
Parmi les déceptions, outre le Brésil sorti en quarts de finale par le Qatar, on peut noter l'élimination au premier tour du tenant du titre, l'Argentine, devancé dans sa poule par l'Angleterre et l'Australie. L'Italie déçoit également en perdant tous ses matchs, contre le Brésil, la Roumanie et la Corée du Sud.

## Pays qualifiés
| Confédération              | Tournoi qualificatif                                                                     | Qualifié(s)                                                     |
| -------------------------- | ---------------------------------------------------------------------------------------- | --------------------------------------------------------------- |
| AFC (Asie)                 | Coupe d'Asie des nations de football des moins de 19 ans 1981                            | Qatar Corée du Sud                                              |
| CAF (Afrique)              | Coupe d'Afrique des nations junior 1981                                                  | Égypte Cameroun                                                 |
| CONCACAF                   | Championnat d'Amérique du Nord, centrale et Caraïbe de football des moins de 20 ans 1980 | États-Unis Mexique                                              |
| CONMEBOL (Amérique du Sud) | Championnat des moins de 20 ans de la CONMEBOL 1981                                      | Uruguay Brésil Argentine                                        |
| UEFA (Europe)              | Championnat d'Europe de football des moins de 19 ans 1980                                | Pologne Italie Roumanie Allemagne de l'Ouest Espagne Angleterre |
|                            | Qualifié d'office en tant que pays hôte                                                  | Australie                                                       |

## Villes et stades
| Villes    | Stades                | Capacité |
| --------- | --------------------- | -------- |
| Adélaïde  | Hindmarsh Stadium     | 16 500   |
| Brisbane  | Lang Park             | 52 500   |
| Canberra  | Bruce Stadium         | 25 011   |
| Melbourne | Olympic Park Stadium  | 18 500   |
| Newcastle | Newcastle Stadium     | 26 126   |
| Sydney    | Sydney Cricket Ground | 44 002   |
| Sydney    | Sydney Sports Ground  | 35 000   |

## Premier tour

### Groupe A
| Classement final : |            |     |   |   |   |   |    |    |      |
|                    | Équipe     | Pts | J | G | N | P | BP | BC | Diff |
| 1                  | Uruguay    | 6   | 3 | 3 | 0 | 0 | 5  | 0  | +5   |
| 2                  | Qatar      | 3   | 3 | 1 | 1 | 1 | 2  | 2  | 0    |
| 3                  | Pologne    | 2   | 3 | 1 | 0 | 2 | 4  | 2  | +2   |
| 4                  | États-Unis | 1   | 3 | 0 | 1 | 2 | 1  | 8  | -7   |

| 3 octobre | Qatar   | 1 | 0 | Pologne    |
|           | Uruguay | 3 | 0 | États-Unis |
| 6 octobre | Qatar   | 1 | 1 | États-Unis |
|           | Uruguay | 1 | 0 | Pologne    |
| 8 octobre | Uruguay | 1 | 0 | Qatar      |
|           | Pologne | 4 | 0 | États-Unis |

1re journée
| 3 octobre 1981 | Qatar      | 1 - 0 | Pologne | Lang Park, Brisbane                            |                                                |
| 18:30          | Beleal 37e |       |         | Spectateurs : 17 200 Arbitrage : Tony Bosković | Spectateurs : 17 200 Arbitrage : Tony Bosković |
| 18:30          | (Rapport)  |       |         | Spectateurs : 17 200 Arbitrage : Tony Bosković | Spectateurs : 17 200 Arbitrage : Tony Bosković |

| 3 octobre 1981 | Uruguay                                     | 3 - 0 | États-Unis | Lang Park, Brisbane                                     |                                                         |
| 20:30          | López Báez 5e · Aguilera 60e · Da Silva 67e |       |            | Spectateurs : 17 200 Arbitrage : Emilio Soriano Aladrén | Spectateurs : 17 200 Arbitrage : Emilio Soriano Aladrén |
| 20:30          | (Rapport)                                   |       |            | Spectateurs : 17 200 Arbitrage : Emilio Soriano Aladrén | Spectateurs : 17 200 Arbitrage : Emilio Soriano Aladrén |

2e journée
| 6 octobre 1981 | Qatar      | 1 - 1 | États-Unis | Lang Park, Brisbane                                 |                                                     |
| 18:30          | Beleal 56e |       | Devey 43e  | Spectateurs : 10 122 Arbitrage : Gebreyesus Tesfaye | Spectateurs : 10 122 Arbitrage : Gebreyesus Tesfaye |
| 18:30          | (Rapport)  |       |            | Spectateurs : 10 122 Arbitrage : Gebreyesus Tesfaye | Spectateurs : 10 122 Arbitrage : Gebreyesus Tesfaye |

| 6 octobre 1981 | Uruguay      | 1 - 0 | Pologne | Lang Park, Brisbane                                      |                                                          |
| 20:30          | Da Silva 58e |       |         | Spectateurs : 10 122 Arbitrage : Antonio Márquez Ramírez | Spectateurs : 10 122 Arbitrage : Antonio Márquez Ramírez |
| 20:30          | (Rapport)    |       |         | Spectateurs : 10 122 Arbitrage : Antonio Márquez Ramírez | Spectateurs : 10 122 Arbitrage : Antonio Márquez Ramírez |

3e journée
| 8 octobre 1981 | Uruguay      | 1 - 0 | Qatar | Lang Park, Brisbane                              |                                                  |
| 19:00          | Villazán 52e |       |       | Spectateurs : 8 264 Arbitrage : Stanislas Kamdem | Spectateurs : 8 264 Arbitrage : Stanislas Kamdem |
| 19:00          | (Rapport)    |       |       | Spectateurs : 8 264 Arbitrage : Stanislas Kamdem | Spectateurs : 8 264 Arbitrage : Stanislas Kamdem |

| 8 octobre 1981 | Pologne                                          | 4 - 0 | États-Unis | Lang Park, Brisbane                           |                                               |
| 21:00          | Rzepka 17e · Kowalik 18e · Dziekanowski 65e, 67e |       |            | Spectateurs : 8 264 Arbitrage : Tony Bosković | Spectateurs : 8 264 Arbitrage : Tony Bosković |
| 21:00          | (Rapport)                                        |       |            | Spectateurs : 8 264 Arbitrage : Tony Bosković | Spectateurs : 8 264 Arbitrage : Tony Bosković |

### Groupe B
| Classement final : |              |     |   |   |   |   |    |    |      |
|                    | Équipe       | Pts | J | G | N | P | BP | BC | Diff |
| 1                  | Brésil       | 5   | 3 | 2 | 1 | 0 | 5  | 1  | +4   |
| 2                  | Roumanie     | 5   | 3 | 2 | 1 | 0 | 3  | 1  | +2   |
| 3                  | Corée du Sud | 2   | 3 | 1 | 0 | 2 | 4  | 5  | -1   |
| 4                  | Italie       | 0   | 3 | 0 | 0 | 3 | 1  | 6  | -5   |

| 3 octobre | Corée du Sud | 4 | 1 | Italie       |
|           | Brésil       | 1 | 1 | Roumanie     |
| 6 octobre | Roumanie     | 1 | 0 | Corée du Sud |
|           | Brésil       | 1 | 0 | Italie       |
| 8 octobre | Brésil       | 3 | 0 | Corée du Sud |
|           | Roumanie     | 1 | 0 | Italie       |

1re journée
| 3 octobre 1981 | Corée du Sud                                                | 4 - 1 | Italie      | Olympic Park Stadium, Melbourne                |                                                |
| 18:30          | Kwak Sung-Ho 7e · Choi Soon-Ho 12e, 29e · Lee Kyung-Nam 88e |       | Mariani 83e | Spectateurs : 13 538 Arbitrage : Gastón Castro | Spectateurs : 13 538 Arbitrage : Gastón Castro |
| 18:30          | (Rapport)                                                   |       |             | Spectateurs : 13 538 Arbitrage : Gastón Castro | Spectateurs : 13 538 Arbitrage : Gastón Castro |

| 3 octobre 1981 | Brésil     | 1 - 1 | Roumanie   | Olympic Park Stadium, Melbourne                  |                                                  |
| 20:30          | Leomir 67e |       | Zamfir 82e | Spectateurs : 13 538 Arbitrage : George Courtney | Spectateurs : 13 538 Arbitrage : George Courtney |
| 20:30          | (Rapport)  |       |            | Spectateurs : 13 538 Arbitrage : George Courtney | Spectateurs : 13 538 Arbitrage : George Courtney |

2e journée
| 6 octobre 1981 | Roumanie  | 1 - 0 | Corée du Sud | Olympic Park Stadium, Melbourne               |                                               |
| 18:45          | Sertov 5e |       |              | Spectateurs : 17 500 Arbitrage : Jorge Romero | Spectateurs : 17 500 Arbitrage : Jorge Romero |
| 18:45          | (Rapport) |       |              | Spectateurs : 17 500 Arbitrage : Jorge Romero | Spectateurs : 17 500 Arbitrage : Jorge Romero |

| 6 octobre 1981 | Brésil          | 1 - 0 | Italie | Olympic Park Stadium, Melbourne              |                                              |
| 20:45          | Djalma Baia 56e |       |        | Spectateurs : 17 500 Arbitrage : Jan Redelfs | Spectateurs : 17 500 Arbitrage : Jan Redelfs |
| 20:45          | (Rapport)       |       |        | Spectateurs : 17 500 Arbitrage : Jan Redelfs | Spectateurs : 17 500 Arbitrage : Jan Redelfs |

3e journée
| 8 octobre 1981 | Brésil                                                   | 3 - 0 | Corée du Sud | Olympic Park Stadium, Melbourne                      |                                                      |
| 18:45          | Paulo Roberto 48e · Ronaldo 61e · Jun Jong-Son 79e (csc) |       |              | Spectateurs : 9 000 Arbitrage : Hussein Fahmy Baheig | Spectateurs : 9 000 Arbitrage : Hussein Fahmy Baheig |
| 18:45          | (Rapport)                                                |       |              | Spectateurs : 9 000 Arbitrage : Hussein Fahmy Baheig | Spectateurs : 9 000 Arbitrage : Hussein Fahmy Baheig |

| 8 octobre 1981 | Roumanie         | 1 - 0 | Italie | Olympic Park Stadium, Melbourne                  |                                                  |
| 20:45          | Gabor 56e (pen.) |       |        | Spectateurs : 9 000 Arbitrage : Robert Valentine | Spectateurs : 9 000 Arbitrage : Robert Valentine |
| 20:45          | (Rapport)        |       |        | Spectateurs : 9 000 Arbitrage : Robert Valentine | Spectateurs : 9 000 Arbitrage : Robert Valentine |

### Groupe C
| Classement final : |                      |     |   |   |   |   |    |    |      |
|                    | Équipe               | Pts | J | G | N | P | BP | BC | Diff |
| 1                  | Allemagne de l'Ouest | 4   | 3 | 2 | 0 | 1 | 6  | 4  | +2   |
| 2                  | Égypte               | 4   | 3 | 1 | 2 | 0 | 7  | 6  | +1   |
| 3                  | Mexique              | 2   | 3 | 0 | 2 | 1 | 4  | 5  | -1   |
| 4                  | Espagne              | 2   | 3 | 0 | 2 | 1 | 5  | 7  | -2   |

| 3 octobre | Égypte               | 2 | 2 | Espagne |
|           | Allemagne de l'Ouest | 1 | 0 | Mexique |
| 6 octobre | Allemagne de l'Ouest | 1 | 2 | Égypte  |
|           | Mexique              | 1 | 1 | Espagne |
| 8 octobre | Égypte               | 3 | 3 | Mexique |
|           | Allemagne de l'Ouest | 4 | 2 | Espagne |

1re journée
| 3 octobre 1981 | Égypte       | 2 - 2 | Espagne                  | Hindmarsh Stadium, Adélaïde                  |                                              |
| 19:00          | Amer 6e, 78e |       | S. López 65e · Nadal 74e | Spectateurs : 7 504 Arbitrage : Lee Woo Bong | Spectateurs : 7 504 Arbitrage : Lee Woo Bong |
| 19:00          | (Rapport)    |       |                          | Spectateurs : 7 504 Arbitrage : Lee Woo Bong | Spectateurs : 7 504 Arbitrage : Lee Woo Bong |

| 3 octobre 1981 | Allemagne de l'Ouest | 1 - 0 | Mexique | Hindmarsh Stadium, Adélaïde                      |                                                  |
| 21:00          | Loose 2e             |       |         | Spectateurs : 7 504 Arbitrage : Robert Valentine | Spectateurs : 7 504 Arbitrage : Robert Valentine |
| 21:00          | (Rapport)            |       |         | Spectateurs : 7 504 Arbitrage : Robert Valentine | Spectateurs : 7 504 Arbitrage : Robert Valentine |

2e journée
| 6 octobre 1981 | Allemagne de l'Ouest | 1 - 2 | Égypte                      | Hindmarsh Stadium, Adélaïde                           |                                                       |
| 19:00          | Loose 35e            |       | Helmi 31e · Amer 54e (pen.) | Spectateurs : 14 120 Arbitrage : Rómulo Méndez Molina | Spectateurs : 14 120 Arbitrage : Rómulo Méndez Molina |
| 19:00          | (Rapport)            |       |                             | Spectateurs : 14 120 Arbitrage : Rómulo Méndez Molina | Spectateurs : 14 120 Arbitrage : Rómulo Méndez Molina |

| 6 octobre 1981 | Mexique   | 1 - 1 | Espagne             | Hindmarsh Stadium, Adélaïde                               |                                                           |
| 21:00          | Coss 75e  |       | S. López 45e (pen.) | Spectateurs : 14 120 Arbitrage : José Luis Martínez Bazán | Spectateurs : 14 120 Arbitrage : José Luis Martínez Bazán |
| 21:00          | (Rapport) |       |                     | Spectateurs : 14 120 Arbitrage : José Luis Martínez Bazán | Spectateurs : 14 120 Arbitrage : José Luis Martínez Bazán |

3e journée
| 8 octobre 1981 | Égypte                             | 3 - 3 | Mexique                          | Bruce Stadium, Canberra                               |                                                       |
| 18:30          | Guillén 33e (csc) · Saleh 64e, 71e |       | Vaca 18e · Farfán 28e · Ríos 69e | Spectateurs : 8 150 Arbitrage : Henning Lund-Sørensen | Spectateurs : 8 150 Arbitrage : Henning Lund-Sørensen |
| 18:30          | (Rapport)                          |       |                                  | Spectateurs : 8 150 Arbitrage : Henning Lund-Sørensen | Spectateurs : 8 150 Arbitrage : Henning Lund-Sørensen |

| 8 octobre 1981 | Allemagne de l'Ouest                        | 4 - 2 | Espagne                     | Bruce Stadium, Canberra                               |                                                       |
| 20:30          | Trieb 29e · Wohlfarth 47e, 85e · Anthes 55e |       | F. López 72e · Fabregat 78e | Spectateurs : 14 120 Arbitrage : Arnaldo Cézar Coelho | Spectateurs : 14 120 Arbitrage : Arnaldo Cézar Coelho |
| 20:30          | (Rapport)                                   |       |                             | Spectateurs : 14 120 Arbitrage : Arnaldo Cézar Coelho | Spectateurs : 14 120 Arbitrage : Arnaldo Cézar Coelho |

### Groupe D
| Classement final : |            |     |   |   |   |   |    |    |      |
|                    | Équipe     | Pts | J | G | N | P | BP | BC | Diff |
| 1                  | Angleterre | 4   | 3 | 1 | 2 | 0 | 4  | 2  | +2   |
| 2                  | Australie  | 4   | 3 | 1 | 2 | 0 | 6  | 5  | +1   |
| 3                  | Argentine  | 3   | 3 | 1 | 1 | 1 | 3  | 3  | 0    |
| 4                  | Cameroun   | 1   | 3 | 0 | 1 | 2 | 3  | 6  | -3   |

| 3 octobre | Angleterre | 2 | 0 | Cameroun  |
|           | Australie  | 2 | 1 | Argentine |
| 6 octobre | Australie  | 3 | 3 | Cameroun  |
|           | Angleterre | 1 | 1 | Argentine |
| 8 octobre | Argentine  | 1 | 0 | Cameroun  |
|           | Angleterre | 1 | 1 | Australie |

1re journée
| 3 octobre 1981 | Angleterre             | 2 - 0 | Cameroun | Sydney Sports Ground, Sydney                    |                                                 |
| 13:00          | Finnigan 57e · Dey 78e |       |          | Spectateurs : 15 814 Arbitrage : Toshikazu Sano | Spectateurs : 15 814 Arbitrage : Toshikazu Sano |
| 13:00          | (Rapport)              |       |          | Spectateurs : 15 814 Arbitrage : Toshikazu Sano | Spectateurs : 15 814 Arbitrage : Toshikazu Sano |

| 3 octobre 1981 | Australie                | 2 - 1 | Argentine   | Sydney Sports Ground, Sydney                   |                                                |
| 15:00          | Koussas 79e · Hunter 89e |       | Morresi 66e | Spectateurs : 15 814 Arbitrage : Alojzy Jarguz | Spectateurs : 15 814 Arbitrage : Alojzy Jarguz |
| 15:00          | (Rapport)                |       |             | Spectateurs : 15 814 Arbitrage : Alojzy Jarguz | Spectateurs : 15 814 Arbitrage : Alojzy Jarguz |

2e journée
| 5 octobre 1981 | Australie                             | 3 - 3 | Cameroun                         | Newcastle Stadium, Newcastle                      |                                                   |
| 15:00          | Mitchell 9e · Koussas 53e, 78e (pen.) |       | Ollé Ollé 17e · Djonkep 35e, 52e | Spectateurs : 13 797 Arbitrage : Toros Kibritjian | Spectateurs : 13 797 Arbitrage : Toros Kibritjian |
| 15:00          | (Rapport)                             |       |                                  | Spectateurs : 13 797 Arbitrage : Toros Kibritjian | Spectateurs : 13 797 Arbitrage : Toros Kibritjian |

| 5 octobre 1981 | Angleterre | 1 - 1 | Argentine  | Sydney Sports Ground, Sydney                         |                                                      |
| 15:00          | Small 79e  |       | Urruti 57e | Spectateurs : 16 674 Arbitrage : Gianfranco Menegali | Spectateurs : 16 674 Arbitrage : Gianfranco Menegali |
| 15:00          | (Rapport)  |       |            | Spectateurs : 16 674 Arbitrage : Gianfranco Menegali | Spectateurs : 16 674 Arbitrage : Gianfranco Menegali |

3e journée
| 8 octobre 1981 | Argentine | 1 - 0 | Cameroun | Sydney Sports Ground, Sydney                          |                                                       |
| 19:00          | Cecchi 6e |       |          | Spectateurs : 28 932 Arbitrage : Mubarak Waleed Saeed | Spectateurs : 28 932 Arbitrage : Mubarak Waleed Saeed |
| 19:00          | (Rapport) |       |          | Spectateurs : 28 932 Arbitrage : Mubarak Waleed Saeed | Spectateurs : 28 932 Arbitrage : Mubarak Waleed Saeed |

| 8 octobre 1981 | Angleterre | 1 - 1 | Australie  | Sydney Sports Ground, Sydney               |                                            |
| 21:00          | Small 82e  |       | Koussas 7e | Spectateurs : 28 932 Arbitrage : Ioan Igna | Spectateurs : 28 932 Arbitrage : Ioan Igna |
| 21:00          | (Rapport)  |       |            | Spectateurs : 28 932 Arbitrage : Ioan Igna | Spectateurs : 28 932 Arbitrage : Ioan Igna |

## Tableau final
|  | Quarts de finale       | Quarts de finale       |                        |                        | Demi-finales           | Demi-finales           |   |  | Finale              | Finale              |
|  | Quarts de finale       | Quarts de finale       |                        |                        | Demi-finales           | Demi-finales           |   |  | Finale              | Finale              |
|  |                        |                        |                        |                        |                        |                        |   |  |                     |                     |
|  | 11 octobre - Melbourne | 11 octobre - Melbourne |                        |                        | 14 octobre - Melbourne | 14 octobre - Melbourne |   |  | 18 octobre - Sydney | 18 octobre - Sydney |
|  | 11 octobre - Melbourne | 11 octobre - Melbourne |                        |                        | 14 octobre - Melbourne | 14 octobre - Melbourne |   |  | 18 octobre - Sydney | 18 octobre - Sydney |
|  | Uruguay                | 1                      |                        |                        | 14 octobre - Melbourne | 14 octobre - Melbourne |   |  | 18 octobre - Sydney | 18 octobre - Sydney |
|  | Uruguay                | 1                      |                        |                        | 14 octobre - Melbourne | 14 octobre - Melbourne |   |  | 18 octobre - Sydney | 18 octobre - Sydney |
|  | Roumanie               | 2                      |                        |                        | 14 octobre - Melbourne | 14 octobre - Melbourne |   |  | 18 octobre - Sydney | 18 octobre - Sydney |
|  | Roumanie               | 2                      | Roumanie               | 0                      |                        |                        |   |  | 18 octobre - Sydney | 18 octobre - Sydney |
|  | 11 octobre - Canberra  |                        | Roumanie               | 0                      |                        |                        |   |  | 18 octobre - Sydney | 18 octobre - Sydney |
|  |                        | Allemagne de l'Ouest   | 1 ap                   |                        |                        |                        |   |  | 18 octobre - Sydney | 18 octobre - Sydney |
|  | Allemagne de l'Ouest   | Allemagne de l'Ouest   | 1 ap                   | 1                      |                        |                        |   |  | 18 octobre - Sydney | 18 octobre - Sydney |
|  | Allemagne de l'Ouest   |                        |                        | 1                      |                        |                        |   |  | 18 octobre - Sydney | 18 octobre - Sydney |
|  | Australie              | 0                      |                        |                        |                        |                        |   |  | 18 octobre - Sydney | 18 octobre - Sydney |
|  | Australie              | 0                      | Allemagne de l'Ouest   | 4                      |                        |                        |   |  |                     |                     |
|  | 11 octobre - Newcastle |                        | Allemagne de l'Ouest   | 4                      |                        |                        |   |  |                     |                     |
|  |                        | Qatar                  | 0                      |                        |                        |                        |   |  |                     |                     |
|  | Brésil                 | Qatar                  | 0                      | 2                      |                        |                        |   |  |                     |                     |
|  | Brésil                 | 14 octobre - Sydney    |                        | 2                      |                        |                        |   |  |                     |                     |
|  | Qatar                  | 3                      |                        |                        |                        |                        |   |  |                     |                     |
|  | Qatar                  | 3                      | Qatar                  | 2                      |                        |                        |   |  |                     |                     |
|  | 11 octobre - Sydney    | 11 octobre - Sydney    | Qatar                  | 2                      | Match pour la 3e place | Match pour la 3e place |   |  |                     |                     |
|  | 11 octobre - Sydney    | 11 octobre - Sydney    |                        | Angleterre             | Match pour la 3e place | Match pour la 3e place | 1 |  |                     |                     |
|  | Angleterre             | 4                      | 17 octobre - Australie | 17 octobre - Australie |                        |                        | 1 |  |                     |                     |
|  | Angleterre             | 4                      | 17 octobre - Australie | 17 octobre - Australie |                        |                        |   |  |                     |                     |
|  | Égypte                 | 2                      |                        | Roumanie               | 1                      |                        |   |  |                     |                     |
|  | Égypte                 | 2                      |                        | Roumanie               | 1                      |                        |   |  |                     |                     |
|  |                        |                        |                        |                        |                        |                        |   |  | Angleterre          | 0                   |
|  |                        |                        |                        |                        |                        |                        |   |  | Angleterre          | 0                   |

### Quarts de finale
| 11 octobre 1981 | Uruguay       | 1 - 2 | Roumanie               | Olympic Park Stadium, Melbourne                      |                                                      |
| 15:00           | Berruetta 60e |       | Eduard 25e · Fisic 84e | Spectateurs : 14 800 Arbitrage : Gianfranco Menegali | Spectateurs : 14 800 Arbitrage : Gianfranco Menegali |
| 15:00           | (Rapport)     |       |                        | Spectateurs : 14 800 Arbitrage : Gianfranco Menegali | Spectateurs : 14 800 Arbitrage : Gianfranco Menegali |

| 11 octobre 1981 | Brésil           | 2 - 3 | Qatar                     | Newcastle Stadium, Newcastle                             |                                                          |
| 15:00           | Ronaldo 27e, 78e |       | Almuhannadi 10e, 54e, 87e | Spectateurs : 12 993 Arbitrage : Antonio Márquez Ramírez | Spectateurs : 12 993 Arbitrage : Antonio Márquez Ramírez |
| 15:00           | (Rapport)        |       |                           | Spectateurs : 12 993 Arbitrage : Antonio Márquez Ramírez | Spectateurs : 12 993 Arbitrage : Antonio Márquez Ramírez |

| 11 octobre 1981 | Allemagne de l'Ouest | 1 - 0 | Australie | Bruce Stadium, Canberra                                |                                                        |
| 15:00           | Wohlfarth 69e        |       |           | Spectateurs : 13 780 Arbitrage : Henning Lund-Sørensen | Spectateurs : 13 780 Arbitrage : Henning Lund-Sørensen |
| 15:00           | (Rapport)            |       |           | Spectateurs : 13 780 Arbitrage : Henning Lund-Sørensen | Spectateurs : 13 780 Arbitrage : Henning Lund-Sørensen |

| 11 octobre 1981 | Angleterre                     | 4 - 2 | Égypte                      | Sydney Sports Ground, Sydney                             |                                                          |
| 15:00           | Webb 41e, 64e, 82e · Cooke 60e |       | Amer 28e (pen.) · Saleh 40e | Spectateurs : 8 293 Arbitrage : José Luis Martínez Bazán | Spectateurs : 8 293 Arbitrage : José Luis Martínez Bazán |
| 15:00           | (Rapport)                      |       |                             | Spectateurs : 8 293 Arbitrage : José Luis Martínez Bazán | Spectateurs : 8 293 Arbitrage : José Luis Martínez Bazán |

### Demi-finales
| 14 octobre 1981 | Qatar                   | 2 - 1 | Angleterre | Sydney Cricket Ground, Sydney                 |                                               |
| 20:00           | Beleal 12e · Alsada 62e |       | Small 70e  | Spectateurs : 12 476 Arbitrage : Jorge Romero | Spectateurs : 12 476 Arbitrage : Jorge Romero |
| 20:00           | (Rapport)               |       |            | Spectateurs : 12 476 Arbitrage : Jorge Romero | Spectateurs : 12 476 Arbitrage : Jorge Romero |

| 14 octobre 1981 | Roumanie  | 0 - 1 a.p. | Allemagne de l'Ouest | Olympic Park Stadium, Melbourne                   |                                                   |
| 20:30           |           |            | Schön 103e           | Spectateurs : 15 000 Arbitrage : Robert Valentine | Spectateurs : 15 000 Arbitrage : Robert Valentine |
| 20:30           | (Rapport) |            |                      | Spectateurs : 15 000 Arbitrage : Robert Valentine | Spectateurs : 15 000 Arbitrage : Robert Valentine |

### Match pour la3eplace
| 17 octobre 1981 | Roumanie  | 1 - 0 | Angleterre | Hindmarsh Stadium, Adélaïde                            |                                                        |
| 15:00           | Gabor 36e |       |            | Spectateurs : 10 492 Arbitrage : Henning Lund-Sørensen | Spectateurs : 10 492 Arbitrage : Henning Lund-Sørensen |
| 15:00           | (Rapport) |       |            | Spectateurs : 10 492 Arbitrage : Henning Lund-Sørensen | Spectateurs : 10 492 Arbitrage : Henning Lund-Sørensen |

### Finale
| 18 octobre 1981 | Allemagne de l'Ouest                        | 4 - 0 | Qatar | Cricket Ground, Sydney                                |                                                       |
| 15:00           | Loose 28e, 66e · Wohlfarth 42e · Anthes 86e |       |       | Spectateurs : 18 531 Arbitrage : Arnaldo Cézar Coelho | Spectateurs : 18 531 Arbitrage : Arnaldo Cézar Coelho |
| 15:00           | (Rapport)                                   |       |       | Spectateurs : 18 531 Arbitrage : Arnaldo Cézar Coelho | Spectateurs : 18 531 Arbitrage : Arnaldo Cézar Coelho |

| Coupe du monde de football des moins de 20 ans 1981 Allemagne de l'Ouest Premier titre |

## Récompenses
| Ballon d'or       | Ballon d'argent  | Ballon de bronze  |
| ----------------- | ---------------- | ----------------- |
| Romulus Gabor     | Michael Zorc     | Roland Wohlfarth  |
| Soulier d'or      | Soulier d'argent | Soulier de bronze |
| Mark Koussas      | Taher Amer       | Ralf Loose        |
| 4 buts            | 4 buts           | 4 buts            |
| Prix du Fair-Play |                  |                   |
| Australie         |                  |                   |